# 米里蒂-帕拉納
米里蒂-帕拉納是哥倫比亞的城鎮，位於該國東南部，由亞馬孫省負責管轄，面積1,443平方公里，海拔高度100米，2005年人口1,613，人口密度每平方公里1.12人。

## 外部連結
- Gobernacion del Amazonas, Mirití-Paraná （页面存档备份，存于）

1°14′11″S 69°55′19″W / 1.23639°S 69.9219°W